# Dario
Dario je moško osebno ime.

## Izvor imena
Ime Dario je različica moškega osebnega imena Darij.

## Pogostost imena
Po podatkih Statističnega urada Republike Slovenije je bilo na dan 31. decembra 2007 v Sloveniji število moških oseb z imenom Dario: 373.

## Osebni praznik
Osebe z imenom Dario lahko godujejo takrat kot Darij.